# Hestwall

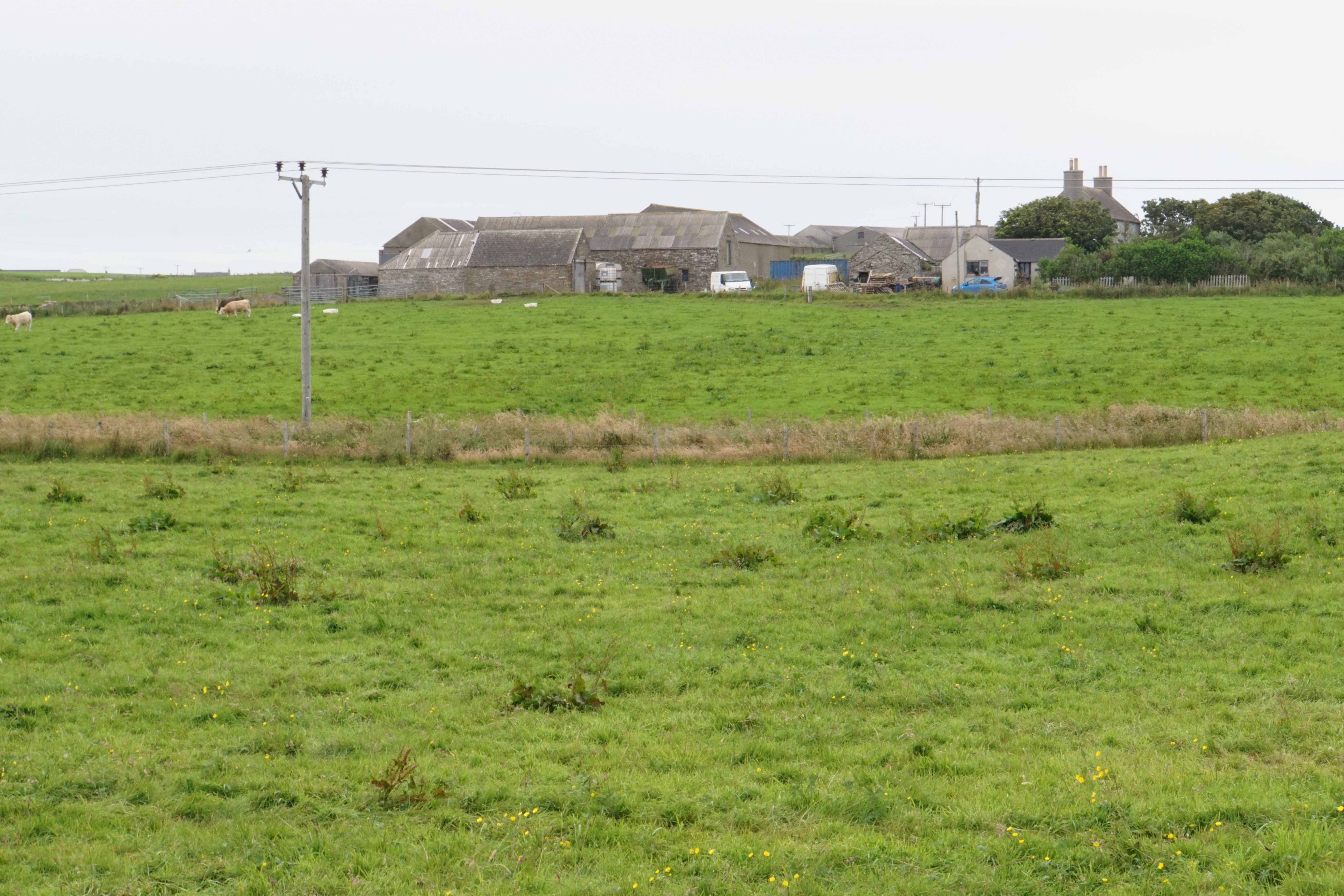
Blick auf den Ort

Hestwall ist eine kleine Ortschaft, die im Nordwesten der zu Schottland zählenden Orkneyinseln liegt.

## Geographie
Hestwall liegt auf der Insel Mainland im Norden des Sees Loch of Clumly, etwa vier Kilometer südlich von Quoyloo.

## Historisches
Im Rahmen der historischen Gliederung Schottlands in Civil Parishes zählt Hestwall zu Sandwick.